# Гавозеро
Гавозеро — озеро на территории Сумпосадского сельского поселения Беломорского района Республики Карелии.

## Общие сведения
Площадь озера — 2,1 км². Располагается на высоте 21,5 метров над уровнем моря.
Форма озера овальная: немного вытянуто с севера на юг. Берега преимущественно заболоченные.
Из северной оконечности озера вытекает Гавручей, который с левого берега впадает в реку Нюхчу, впадающую в Онежскую губу Белого моря (Поморский берег).
Код объекта в государственном водном реестре — 02020001411102000009223.